# Opogona indiscreta
Opogona indiscreta är en fjärilsart som beskrevs av Edward Meyrick 1917. Opogona indiscreta ingår i släktet Opogona och familjen äkta malar. Inga underarter finns listade i Catalogue of Life.